# Damszir
Damszir – miejscowość w Egipcie, w muhafazie Al-Minja. W 2006 roku liczyła 19 107 mieszkańców.